# Coca de Montserrat
La montserratina o coca de Montserrat és una coca esponjosa i senzilla, plana, allargada i coberta de sucre, que es menja tradicionalment per berenar, sovint acompanyada d'un tros de xocolata. També pot acompanyar una xocolata desfeta o un cafè amb llet. Es ven tradicionalment als visitants del monestir de Montserrat i és molt típica a Barcelona.
N'hi ha d'individuals, més petites, però les més tradicionals són almenys per dues o tres persones, molt llargues, i es poden comprar a les pastisseries per porcions, és a dir, demanar que en tallin un tros, o bé senceres, però aleshores la solen tallar de tota manera almenys en dues meitats, per a poder-la portar còmodament, a causa de la seva llargària. A la pastisseria solen vendre també xocolatines o porcions de xocolata, amb llet o sense, per a acompanyar-les.